# Префікс
Пре́фікс (від лат. praefixus — «прикріплений спереду»), при́росток (активно вживалося в мовознавчій літературі до 1937 року), рідко приста́вка — частина слова, що стоїть на початку слова, тобто перед коренем. Змінює лексичне або граматичне значення слова, наприклад: робити — розробити, співати — заспівати.
В індоєвропейських мовах префікси утворилися з прийменників і прислівників. У деяких індоєвропейських мовах є префікси, що в певних дієслівних формах під наголосом відділяються від дієслова і ставляться після нього: наприклад, нім. vorgehen — «наступати», gehe vor — «наступай».

## Загальна характеристика префіксів

### Значення
Переважно виражають словотвірні значення:
- Модифікаційне словотвірне значення — префікси не змінюють загального лексичного значення слова, лише видозмінюють його, надають йому певних відтінків.

### Функція
- Словотвірна функція — утворюють нові слова (наприклад, виразний {\displaystyle \rightarrow } не-виразний, милий {\displaystyle \rightarrow } пре-милий)[7].
- Формозмінна функція — утворюють форми однієї лексеми. До формозмінних префіксів належать:

1. префікс най- (утворює форму найвищого ступеня порівняння прикметників).
2. видові префікси, що утворюють форму дієслова доконаного виду від дієслова недоконаного (наприклад, будувати-{\displaystyle \emptyset } {\displaystyle \rightarrow } з-будувати-{\displaystyle \emptyset }, мал'увати-{\displaystyle \emptyset } {\displaystyle \rightarrow } на-мал'увати-{\displaystyle \emptyset })[7].

### Типи системних відношень
- омонімія (наприклад, у значенні «ознака перебування за чимось»: за-гірний, за-кордонний; у значенні «темпоральність, початок»: за-блимати-{\displaystyle \emptyset }, за-с'півати-{\displaystyle \emptyset })[7].
- синонімія (наприклад, у значенні «протилежність»: анти-кризовий і проти-кризовий)[7].
- антонімія (наприклад, від'і-йти-{\displaystyle \emptyset } і під'і-йти-{\displaystyle \emptyset }, над-хмарний і під-хмарний)[7].

### Фонемне вираження
Завжди фонемно виражені: вокалічні, консонантні, вокалічно-консонантні.
Обсяг фонем — від однієї до шести.

### Характер зв'язку з іншими морфемами
Аглютинативно поєднуються з іншим префіксом або коренем.

### Структура префіксів
- Прості (непохідні) — неподільні префікси (наприклад: в-, на-, з-, роз-, під-, пере-).
- Складні (похідні, вторинні) — префікси, утворені внаслідок перерозподілу двох простих на користь одного похідного. Формально можна поділити на кілька префіксів, але мають власні значення та функції, відмінні від простих (наприклад, складний префікс недо- має значення «постійно» недо-йідати-{\displaystyle \emptyset } і дві морфеми не до-їдати-{\displaystyle \emptyset } сніданок у значенні «не встигати доїсти»)[7].

### Походження префіксів
- Питомі

1. Давні спільнослов'янського походження (па-, пра-, су-).
2. Давні східнослов'янського походження, що пішли з прийменників (без-, від-, до-, за-, над-, пере-, перед-, під-, по-, при-, про-).
3. Нові українські префікси (недо-, с'пів-, проти-).
4. Спрефіксовані частки (аби-, ан'і-, де-, н'і-, не-, казна-, хтозна-, уд'-, шчо-, йак-).

- Іншомовні (а-/ан-, ана-, анти-, архі-, гіпер-, де-/дез-, дис-, екс-/ек-/е-, екстра-, ім-/ін-, інтер-, ко-/ком-/кон-, сонтр-/контра-, мета-, пар-/пара-, пост-, про-, ре- , суб-, супер-, транс-, ультра-).